# La Catastrophe
La Catastrophe, publié en 1994 chez Dargaud, est le premier tome du cycle Aldébaran de la série de bande dessinée Les Mondes d'Aldébaran de Leo.

## Synopsis
Dans le petit village d'Arena Blanca, Kim Keller et Marc Sorensen observent d'étranges phénomènes marins.

Malgré les avertissements d'un étranger, Driss Shédiac, le village est ravagé par la Mantrisse, une mystérieuse créature venue de la mer. Seuls Marc, Kim et sa sœur, Nellie, échappent au désastre.
Kim et Marc décident alors de gagner Anatolie, la capitale d'Aldébaran, située à plus de 2 000 km plus au sud…
Ce premier opus porte les germes des thématiques qui seront développées dans la série : exoplanètes, faune et flore inconnues, discours éthique sur la politique, l’écologie et la biodiversité, mystérieuse intelligence extraterrestre, rôle et place des femmes, etc..

## Traductions
- De ramp, paru aux  Pays-Bas édité par Dargaud Benelux.  (ISBN 9067933910).
- Die Katastrophe, paru en  Allemagne en 2002 édité par Epsilongrafix.  (ISBN 3-932578-18-X).
- Katastrofa, paru en Pologne en 2002 édité par Egmont Polska.
- The Catastrophe, paru au  Royaume-Uni en 2008 édité par Cinebook.  (ISBN 1905460708)[3]

## Intégrale
Le tome est repris dans Aldébaran l'intégrale qui paraît en 1999.